# Stelletta communis
Stelletta communis är en svampdjursart som först beskrevs av William Johnson Sollas 1886.  Stelletta communis ingår i släktet Stelletta och familjen Ancorinidae. Inga underarter finns listade i Catalogue of Life.